# Franklin White
Franklin White (Shoreham, 27 gennaio 1924 – Urbana, 19 maggio 2013) è stato un danzatore britannico, primo ballerino del Royal Ballet dal 1942 al 1966.

## Biografia
Franklin White nacque nel Kent, figlio dell'artista omonimo e della violinista Olga Hart. Nel 1939 il quindicenne White fu scritturato dal Ballet Rambert e nella stagione 1941-1942 si unì al Sadler's Wells Ballet, il futuro Royal Ballet. Divenne primo ballerina caratterista della compagnia e fu molto acclamato per le due doti da mimo.
Nei suoi oltre vent'anni con la  compagnia, White danzò in molte prime di balletti di Frederick Ashton e il suo vasto repertorio includeva molti del grandi balletti del repertorio classico, romantico e neoclassico, tra cui Giselle, Il lago dei cigni, La bella addormentata, Cenerentola, L'uccello di fuoco e Petruška.
Dopo il ritiro dalle scene nel 1965 si trasferì in Canada e poi negli Stati Uniti, dove fu professore associato nel dipartimento di teatro dell'Università dell'Illinois - Urbana-Champaign.
Dal matrimonio con l'ex moglie Joan Hunter ebbe il figlio Michael Franklin-White e morì nel 2013 in Illinois dopo una lunga malattia.